# Patti Davis
Patricia Ann Davis (Los Ángeles, California; 21 de octubre de 1952), de soltera Reagan, es una actriz y escritora estadounidense. Es hija del expresidente estadounidense Ronald Reagan y de su segunda esposa, Nancy Reagan.

## Primeros años
Patricia Ann Reagan es hija de Ronald y Nancy Reagan y nació el 21 de octubre de 1952 en Los Ángeles (California). Es la hermana mayor de Ron Reagan y la hermana menor adoptada de Michael Reagan, así como hermanastra de la difunta Maureen Reagan. Fue a la escuela John Thomas Dye School de Bel Air, y se graduó en la Orme School de Arizona en 1970.
Tras considerar la Universidad de Ohio y otros centros del Medio Oeste, asistió inicialmente a la Universidad del Noroeste entre 1970 y 1971, donde estudió escritura creativa y teatro. Luego fue a la Universidad del Sur de California durante dos años. Cambió su apellido por el de soltera de su madre, Davis, en un esfuerzo por tener una carrera independiente. Participó activamente en el movimiento antinuclear antes de que su padre fuera elegido presidente, y continuó su activismo durante su mandato, suscitando controversias y creando conflictos en la familia. Davis es crítica con el Partido Republicano, al que nunca se ha afiliado.

## Carrera como actriz, modelo y escritora
A principios de la década de 1980, Davis actuó en algunos programas de televisión antes de conseguir su primer contrato editorial. En 1986 publicó su primera novela, Home Front. Utilizó elementos de su propia vida para crear una historia de ficción, por lo que el libro resultó polémico y fue muy criticado. Tras su segunda novela, Deadfall, escribió una autobiografía titulada The Way I See It, en la que reveló muchos dramas y secretos familiares. Desde entonces ha hablado públicamente de que lamenta la forma, pero no el contenido, de la crítica que presentó en el libro.
En el número de julio de 1994 de Playboy, Davis posó para la revista con una fotografía frontal completa. Este número está considerado como una de las portadas más controvertidas de la revista. Davis ha posado para otras revistas como More en 2011. Playboy también publicó una cinta VHS como complemento del número de 1994.
Cuando a su padre le diagnosticaron Alzheimer, comenzó a escribir The Long Goodbye, que se publicó en 2004. Durante ese tiempo, empezó a escribir para revistas y periódicos, como The New York Times, Newsweek y Time. Su guion original, Spring Thaw, se convirtió en la película de 2007 de Hallmark Channel Sacrifices of the Heart, protagonizada por Melissa Gilbert y Ken Howard.

## Vida personal
En 1969, Patty Reagan solicitó plaza en la Universidad de Ohio y en la Northwestern para estudiar periodismo, y se matriculó en esta última. En la década de 1970, Davis vivió con el guitarrista de los Eagles, Bernie Leadon. Para entonces, su madre, Nancy Reagan, la había repudiado infamemente por convivir con Leadon como pareja de hecho. Juntos, Davis y Leadon coescribieron la canción I Wish You Peace, que apareció en el álbum de los Eagles One of These Nights.
En la década de 1980, salió con Timothy Hutton y más tarde mantuvo una relación de dos años con Peter Strauss. En los últimos años, Davis ha expresado su frustración por tener que salir con el Servicio Secreto vigilándola, ya que tenían límites de tiempo en las citas nocturnas y vigilando sus acciones y las de sus parejas, lo que es en parte, la razón por la que apresuró su relación con su futuro marido, Paul Grilley. En 1984, se casó con Grilley, un instructor de yoga y uno de los fundadores de Yin Yoga. Se divorciaron en 1990, sin hijos, y Davis no volvió a casarse.
Davis es vegetariana y ha estado en desacuerdo con las leyes que prohíben el uso de la marihuana. En 2011, lanzó Beyond Alzheimer's en la UCLA.
En un artículo de opinión del 20 de septiembre de 2018 para The Washington Post, Davis declaró que fue víctima de una agresión sexual casi 40 años antes a manos de un ejecutivo de un estudio. El artículo de opinión se publicó la misma semana en que Christine Blasey Ford relató una supuesta agresión sexual por parte del candidato a la Corte Suprema de los Estados Unidos Brett Kavanaugh. Davis publicó el artículo en apoyo de Blasey Ford cuando ésta había sido criticada por no recordar los detalles de la supuesta agresión.
Tras el tiroteo en la sinagoga de Pittsburgh en octubre de 2018, Davis acusó al presidente Donald Trump de no proporcionar consuelo a la nación en momentos de tragedia: "¡Dejemos de preguntarle!".
El 1 de agosto de 2019, Davis escribió un editorial en The Washington Post en el que condenaba los comentarios realizados por su padre sobre los negros africanos en las Naciones Unidas en una conversación telefónica de 1971 con el presidente Richard Nixon que este grabó. Las cintas se hicieron públicas el día anterior. En el editorial, Davis escribió: "No hay defensa, ni racionalización, ni explicación adecuada para lo que mi padre dijo en esa conversación telefónica grabada".
En octubre de 2021, expresó su desacuerdo con que John Hinckley Jr. fuera liberado completamente tras el intento de asesinato de su padre en 1981. Estas opiniones contradecían las de su hermano, Michael Reagan, que expresó abiertamente su perdón por Hinckley.